# مسرابا
مسرابا، بلدة في ناحية حرستا في منطقة دوما في محافظة ريف دمشق. بلغ عدد سكانها 5,942 نسمة عام 2004.
مسرابا من البلدات التي كانت تشتهر بالزراعة والتجارة والصناعة اليدوية كالخزف والتحف اليدوية عام 2007. تشتهر بلدة مسرابا بموقعها بين بلدات الغوطة الشرقية والتي تصل بلدات الغوطة ببعضها البعض.

## التاريخ

### الثورة السورية
في 20 تشرين الثاني 2011، أعلنت كتيبة أبي عبيدة بن الجراح التابعة للجيش الحر أنها استهدفت حاجز مسرابا الرئيسي وغنمت عتاده بالكامل، كما هاجمت حافلة تنقل عناصر من قوات النظام، مما أسفر عن سقوط قتلى.
في يوم 4 تموز (يوليو) 2012، ارتكبت قوات نظام الأسد مجزرة مسرابا التي راح ضحيتها 30 شخصًا قُتل بعضهم ذبحًا بالسكاكين وآخرون بالحرق، وعثِر على جثة واحدة مسحولة بدبَّابة. وكان من بين الضحايا نساء وكبار في السن. إذ قامت قوات النظام بقصف البلدة في البداية، ثم اقتحمتها وشنَّت حملة اعتقالات تعسُّفية طالت العشرات قتِل بعضهم ذبحًا وحرقًا وسط حملة من النهب وحرق الممتلكات.